# Lars Bo
Lars Bo, född 29 maj 1924 i Kolding, död 21 oktober 1999, var en dansk målare och grafiker. Lars Bo är mest känt för sina grafiska verk med surrealistiskt inspirerade motiv. Han var också verksam som illustratör.
Lars Bo studerade för Peter Rostrup Bøyesen på Statens Museum for Kunst 1939–1940, och studerade på Kunsthåndværkerskolen 1941–1943. Därefter reste han en del i Europa.
Från 1947 till sin död 1999 bodde han i Paris. 1948–1950 tillbringade han i Johnny Friedlaender och Albert Flocons grafiska ateljé i Paris.
Lars Bo har skrivit boken Det vidunderlige hus i Paris.
Lars Bo är representerad vid bland annat Victoria and Albert Museum, Esbjerg Kunstmuseum, Vejle Kunstmuseum, Fuglsang Kunstmuseum, Trapholt Kunstmuseum, ARoS Aarhus Kunstmuseum och Esbjerg Kunstmuseum.

## Utmärkelser
- Första pris på biennalen i Paris 1959
- Bogvennernes pris 1960
- Guldmedalj i Bratislava 1969 för illustrationer till (Snedronningen)
- Prix de la Critique 1977